# Grallaria eludens
Grallaria eludens е вид птица от семейство Grallariidae.

## Разпространение
Видът е разпространен в Бразилия и Перу.